# Misje dyplomatyczne Timoru Wschodniego

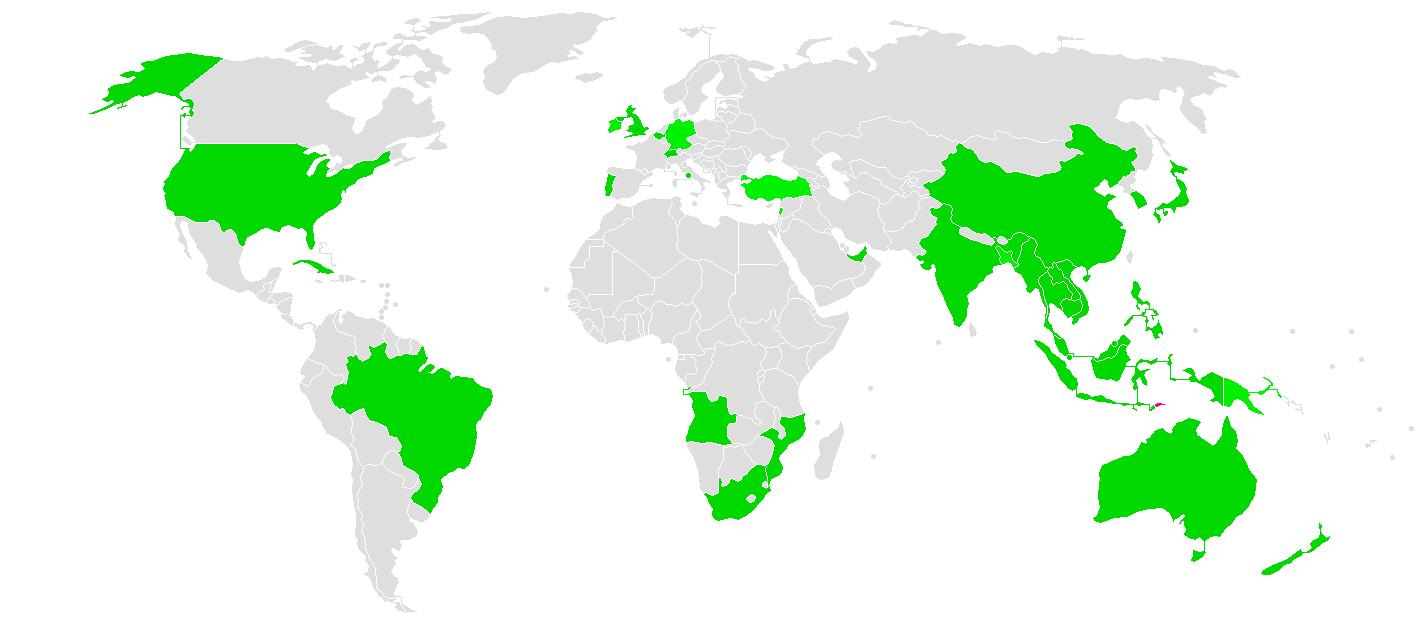
Kraje, w których Demokratyczna Republika Timoru Wschodniego ma swoje przedstawicielstwa dyplomatyczne

Misje dyplomatyczne Timoru Wschodniego – przedstawicielstwa dyplomatyczne Demokratycznej Republiki Timoru Wschodniego przy innych państwach i organizacjach międzynarodowych. Poniższa lista zawiera wykaz obecnych ambasad i konsulatów zawodowych. Nie uwzględniono konsulatów honorowych.

## Europa

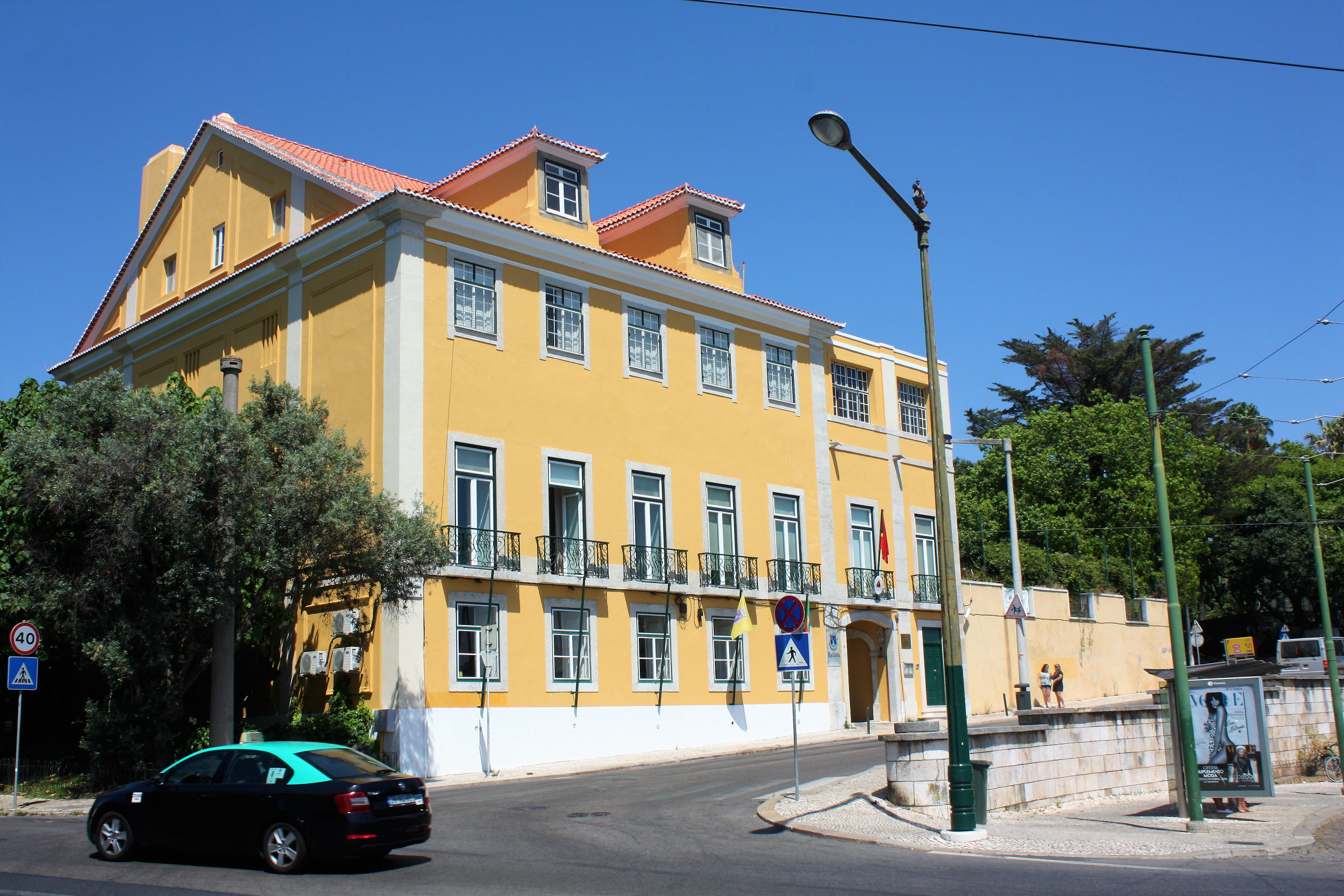
Ambasada Timoru Wschodniego w Lizbonie

- Belgia
  - Bruksela (Ambasada)
- Portugalia
  - Lizbona (Ambasada)
- Stolica Apostolska
  - Rzym (Ambasada)

## Ameryka Północna, Środkowa i Karaiby
- Kuba
  - Hawana (Ambasada)
- Stany Zjednoczone
  - Waszyngton (Ambasada)

## Ameryka Południowa
- Brazylia
  - Brasília (Ambasada)

## Afryka
- Mozambik
  - Maputo (Ambasada)

## Azja

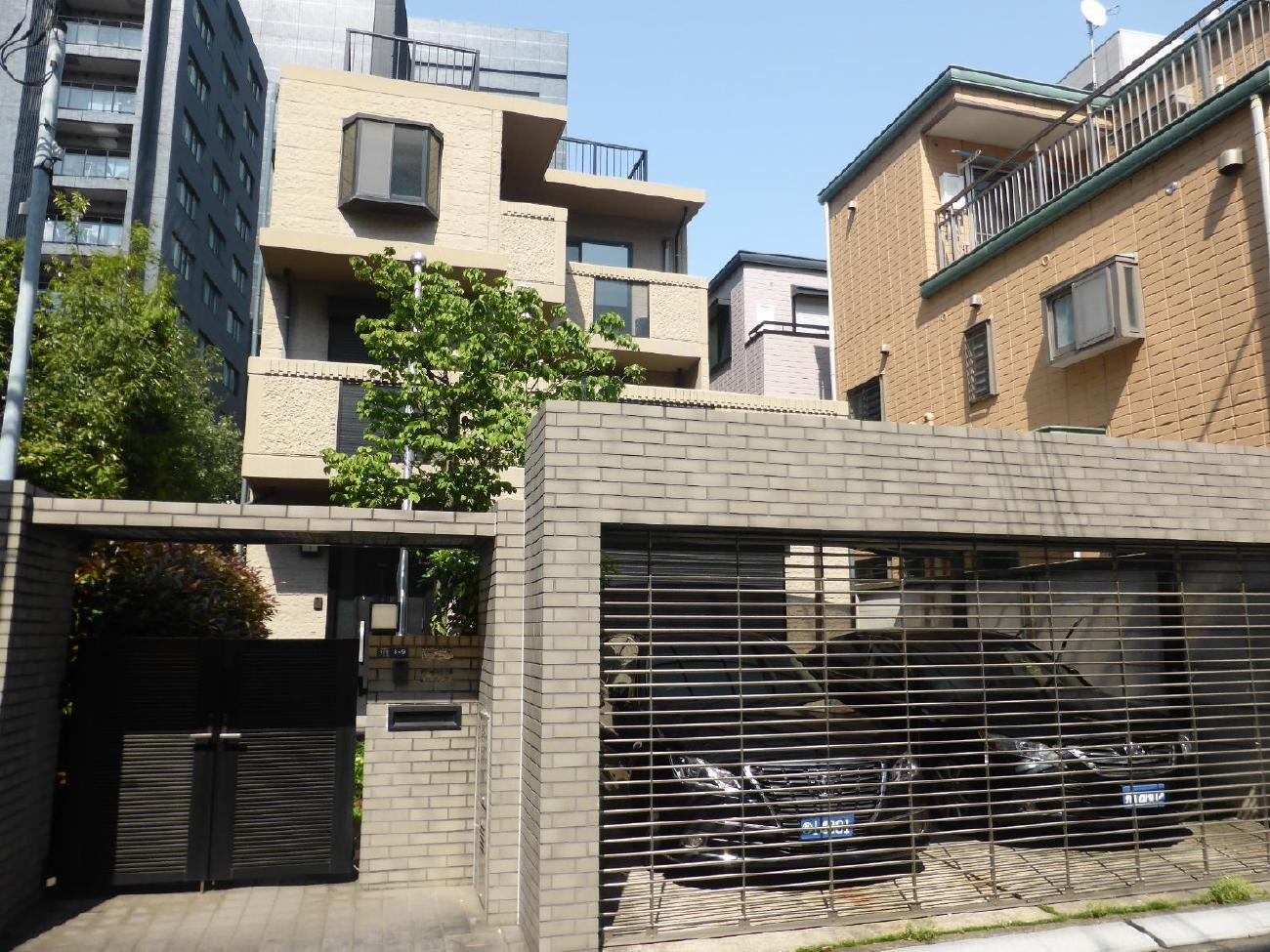
Ambasada Timoru Wschodniego w Tokio

- Chiny
  - Pekin (Ambasada)
- Indonezja
  - Dżakarta (Ambasada)
  - Denpasar (Konsulat generalny)
  - Kupang (Konsulat)
- Japonia
  - Tokio (Ambasada)
- Malezja
  - Kuala Lumpur (Ambasada)
- Filipiny
  - Manila (Ambasada)

## Australia i Oceania

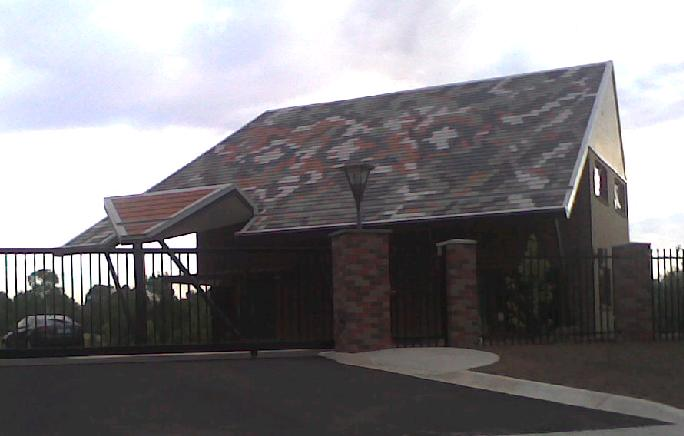
Ambasada Timoru Wschodniego w Canberze

- Australia
  - Canberra (Ambasada)
  - Sydney (Konsulat generalny)

## Organizacje międzynarodowe
- Nowy Jork - Stałe Przedstawicielstwo przy Organizacji Narodów Zjednoczonych
- Genewa - Stałe Przedstawicielstwo przy Biurze Narodów Zjednoczonych i innych organizacjach
- Bruksela - Misja przy Unii Europejskiej
- Dżakarta - Stale Przedstawicielstwo Przy Stowarzyszenie Narodów Azji Południowo-Wschodniej